# 克羅斯湖

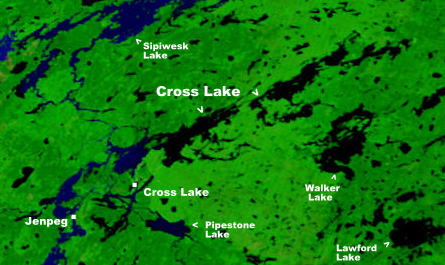
克罗斯湖

克羅斯湖是加拿大的湖泊，位於溫尼伯湖以北，屬於納爾遜河流域的一部分，由曼尼托巴省負責管轄，面積590平方公里，島嶼面積165平方公里，海拔高度207米。
54°44′54″N 97°30′07″W / 54.74833°N 97.50194°W